# Симфония № 38 (Моцарт)
Симфония № 38 Ре мажор, K. 504, также известная как Пражская симфония — значительное музыкальное произведение позднего периода творчества австрийского композитора Вольфганга Амадея Моцарта. Дата написания симфонии — 6 декабря 1786 года. Премьера состоялась в чешском городе Праге 19 января 1787 года. Позже, после смерти Моцарта, пражская газета Prager Zeitung напишет об этой симфонии:

Моцарт будто бы писал для людей Богемии, его музыку нигде не понимают лучше, чем в Праге, и даже в селах её широко любят.

## Состав оркестра
Оркестр, используемый Моцартом в данной симфонии, довольно типичен для периода классицизма:

| - 2 флейты, - 2 гобоя, - 2 фагота, - 2 валторны, - 2 трубы, - литавры, а также - струнные: первые и вторые скрипки, виолончели и альты. |

## Структура
Форма симфонии № 38 необычна тем, что в ней, в отличие от типичного Сонатно-симфонический цикла, отсутствует третья часть — менуэт и трио. В остальном, цикл ничем не отличается от других симфоний классического периода:

| - I. Adagio—Allegro — сонатное allegro Ре мажор (с медленным вступлением). Размер — 4/4. - II. Andante — Анданте Соль мажор в сонатной форме. Как и типичное медленное движение в симфонии, оно выдержано в тональности субдоминанты и контрастирует другим движениям, достигая пика напряжения ближе к финалу. Размер — 6/8. - III. Presto — сонатное allegro Ре мажор. Это финальное движение имеет множество кантиленных мелодий, очень важная роль в ведении главных тем предоставляется деревянным духовым, в особенности флейте. Размер — 2/4. |